# Braunschweiger Turn- und Sportverein Eintracht von 1895 2006-2007
Questa voce raccoglie le informazioni riguardanti il Braunschweiger Turn- und Sportverein Eintracht von 1895 nelle competizioni ufficiali della stagione 2006-2007.

## Stagione
Nella stagione 2006-2007 il Eintracht Braunschweig, allenato da Dietmar Demuth, concluse il campionato di 2. Bundesliga al 18º posto e fu retrocesso in Regionalliga. In Coppa di Germania il Eintracht Braunschweig fu eliminato al primo turno dal Osnabrück.

## Rosa
| N. |                     | Ruolo | Calciatore           |
| -- | ------------------- | ----- | -------------------- |
| 2  | Germania (bandiera) | D     | Dennis Brinkmann     |
| 3  | Germania (bandiera) | C     | Alexander Huber      |
| 4  | Germania (bandiera) | D     | Markus Husterer      |
| 5  | Germania (bandiera) | D     | Torsten Jülich       |
| 6  | Germania (bandiera) | D     | Francis Banecki      |
| 7  | Germania (bandiera) | C     | Benjamin Siegert     |
| 10 | Germania (bandiera) | C     | Dennis Weiland       |
| 12 | Germania (bandiera) | P     | Thorsten Stuckmann   |
| 13 | Germania (bandiera) | D     | René Wegner          |
| 14 | Germania (bandiera) | C     | Finn Holsing         |
| 15 | Germania (bandiera) | D     | Marco Grimm          |
| 17 | Albania (bandiera)  | A     | Bekim Kastrati       |
| 18 | Germania (bandiera) | A     | Lars Fuchs           |
| 21 | Germania (bandiera) | A     | Jürgen Rische        |
| 22 | Germania (bandiera) | P     | Alexander Kunze      |
| 23 | Germania (bandiera) | C     | Torsten Lieberknecht |
| 24 | Germania (bandiera) | C     | Kosta Rodrigues      |

| N. |                               | Ruolo | Calciatore            |
| -- | ----------------------------- | ----- | --------------------- |
| 25 | Germania (bandiera)           | C     | Mohammed Basar        |
| 26 | Germania (bandiera)           | C     | Patrick Bick          |
| 27 | Kirghizistan (bandiera)       | C     | Edgar Bernhardt       |
| 28 | Germania (bandiera)           | D     | Ludwig Siegismund     |
| 29 | Rep. Ceca (bandiera)          | D     | Martin Horáček        |
| 30 | Germania (bandiera)           | C     | Daniyel Cimen         |
| 31 | Germania (bandiera)           | A     | Stefan Hauk           |
| 32 | Germania (bandiera)           | P     | Nico Lauenstein       |
| 33 | Germania (bandiera)           | C     | Tobias Schweinsteiger |
| 34 | Camerun (bandiera)            | A     | Valentine Atem        |
| 35 | Croazia (bandiera)            | C     | Igor Barukčič         |
| 36 | Croazia (bandiera)            | A     | Zoran Ratković        |
| 37 | Moldavia (bandiera)           | A     | Alexandru Golban      |
| 38 | Brasile (bandiera)            | C     | Otacilio              |
| 39 | Croazia (bandiera)            | A     | Igor Žiković          |
| 40 | Macedonia del Nord (bandiera) | P     | Edin Nuredinovski     |
| 44 | Brasile (bandiera)            | C     | Leozinho              |

## Organigramma societario
Area tecnica
- Allenatore: Dietmar Demuth
- Allenatore in seconda:
- Preparatore dei portieri: Uwe Hain
- Preparatori atletici:

## Calciomercato

### Sessione estiva
| Acquisti | Acquisti              | Acquisti            | Acquisti |
| R.       | Nome                  | da                  | Modalità |
| -------- | --------------------- | ------------------- | -------- |
| C        | Igor Barukčič         | Istria              |          |
| D        | Francis Banecki       | Werder Brema        |          |
| C        | Edgar Bernhardt       | Osnabrück           |          |
| A        | Stefan Hauk           | E. Braunschweig II  |          |
| D        | Markus Husterer       | Bayern Monaco II    |          |
| A        | Bekim Kastrati        | Borussia M'gladbach |          |
| A        | Samuel Koejoe         | Friburgo            |          |
| C        | Tobias Schweinsteiger | Lubecca             |          |
| C        | Dennis Weiland        | Magonza             |          |

| Cessioni | Cessioni          | Cessioni           | Cessioni |
| R.       | Nome              | da                 | Modalità |
| -------- | ----------------- | ------------------ | -------- |
| A        | Dustin Heun       | Lubecca            |          |
| D        | Martin Amedick    | Borussia Dortmund  |          |
| C        | Alessandro Caruso | Wehen Wiesbaden    |          |
| C        | Nermin Celikovic  | Wehen Wiesbaden    |          |
| A        | Michał Janicki    | Zagłębie Sosnowiec |          |

### Sessione invernale
| Acquisti | Acquisti          | Acquisti              | Acquisti |
| R.       | Nome              | da                    | Modalità |
| -------- | ----------------- | --------------------- | -------- |
| A        | Zoran Ratković    | Cibalia               |          |
| C        | Daniyel Cimen     | Eintracht Francoforte |          |
| A        | Alexandru Golban  | Karpaty               |          |
| D        | Martin Horáček    | Sigma Olomouc         |          |
| C        | Alexander Huber   | Eintracht Francoforte |          |
| P        | Edin Nuredinovski | Pobeda                |          |
| C        | Otacilio          | Remo                  |          |
| A        | Igor Žiković      | Jadran Parenzo        |          |

| Cessioni | Cessioni        | Cessioni      | Cessioni |
| R.       | Nome            | da            | Modalità |
| -------- | --------------- | ------------- | -------- |
| D        | Jan Tauer       | Djurgården    |          |
| C        | Martin Hauswald | Holstein Kiel |          |
| A        | Ahmet Kuru      | St. Pauli     |          |

## Risultati

### 2. Bundesliga

#### Girone di andata
| Braunschweig 13 agosto 2006, ore 14:00 CEST 1ª giornata | Eintracht Braunschweig | 0 – 0 referto | Paderborn | Stadion an der Hamburger Straße (21 500 spett.)\| Arbitro: \| Seemann \| |
| Arbitro:                                                | Seemann                |               |           |                                                                          |

| Jena 18 agosto 2006, ore 18:00 CEST 2ª giornata | Carl Zeiss Jena | 0 – 0 referto | Eintracht Braunschweig | Ernst-Abbe-Sportfeld (10 000 spett.)\| Arbitro: \| Dingert \| |
| Arbitro:                                        | Dingert         |               |                        |                                                               |

| Arbitro: | Lupp |

|  |           |                    |
|  | Marcatori | 48’ Şahin 90’ Rahn |

| Arbitro: | Sippel |

|                                        |           |                   |
| Helmes 10’, 17’ Scherz 67’ (rig.), 89’ | Marcatori | 30’ (aut.) Özalan |

| Arbitro: | Anklam |

|                                |           |                       |
| Rische 58’ (rig.) Kastrati 73’ | Marcatori | 48’ Carnell 83’ Franz |

| Arbitro: | Kempter |

|                       |           |  |
| Kläsener 32’ Löbe 48’ | Marcatori |  |

| Arbitro: | Fandel |

|                         |           |  |
| Schweinsteiger 81’, 90’ | Marcatori |  |

| Arbitro: | Aytekin |

|                                   |           |  |
| Siradze 60’ Klinka 68’ Heller 78’ | Marcatori |  |

| Arbitro: | Sahler |

|  |           |                     |
|  | Marcatori | 45’ Kleine 80’ Timm |

| Arbitro: | Fleischer |

|             |           |  |
| Mohamad 61’ | Marcatori |  |

| Arbitro: | Pickel |

|                             |           |                                       |
| Rische 37’ (rig.) Fuchs 87’ | Marcatori | 2’ Thomik 75’ N'Diaye 84’ (rig.) Buck |

| Arbitro: | Kuhl |

|                                  |           |  |
| Rahn 7’, 54’ Kern 41’ Hähnge 88’ | Marcatori |  |

| Arbitro: | Perl |

|                         |           |              |
| Lieberknecht 80’ (rig.) | Marcatori | 34’ Idrissou |

| Arbitro: | Welz |

|            |           |             |
| Krejčí 64’ | Marcatori | 40’ Siegert |

| Arbitro: | Fischer |

|  |           |           |
|  | Marcatori | 56’ Daham |

| Augusta 10 dicembre 2006, ore 14:00 CET 16ª giornata | Augusta    | 0 – 0 referto | Eintracht Braunschweig | Rosenaustadion (15 400 spett.)\| Arbitro: \| Stachowiak \| |
| Arbitro:                                             | Stachowiak |               |                        |                                                            |

| Arbitro: | Schmidt |

|                    |           |                         |
| Schweinsteiger 22’ | Marcatori | 31’ Mokhtari 75’ Türker |

#### Girone di ritorno
| Paderborn 21 gennaio 2007, ore 14:00 CET 18ª giornata | Paderborn | 0 – 0 referto | Eintracht Braunschweig | Hermann-Löns-Stadion (6 172 spett.)\| Arbitro: \| Stark \| |
| Arbitro:                                              | Stark     |               |                        |                                                            |

| Arbitro: | Gagelmann |

|            |           |  |
| Rische 83’ | Marcatori |  |

| Arbitro: | Schalk |

|                |           |  |
| Maierhofer 86’ | Marcatori |  |

| Arbitro: | Schößling |

|  |           |                    |
|  | Marcatori | 27’ (aut.) Banecki |

| Arbitro: | Wagner |

|                         |           |  |
| Carnell 39’ Kaufman 51’ | Marcatori |  |

| Arbitro: | Dingert |

|  |           |             |
|  | Marcatori | 8’ Lorenzón |

| Arbitro: | Walz |

|                                 |           |  |
| Göktan 80’ Berhalter 90’ (rig.) | Marcatori |  |

| Arbitro: | Sahler |

|          |           |  |
| Atem 50’ | Marcatori |  |

| Arbitro: | Kuhl |

|                                      |           |  |
| Cidimar 54’ Achenbach 78’ Kleine 87’ | Marcatori |  |

| Arbitro: | Stachowiak |

|  |           |                                     |
|  | Marcatori | 62’ Olajengbesi 75’ (rig.) Iashvili |

| Arbitro: | Winkmann |

|                                        |           |                       |
| Feldhahn 14’ Spizak 34’ Lechleiter 35’ | Marcatori | 6’ Brinkmann 40’ Atem |

| Arbitro: | Brych |

|              |           |              |
| Otacilio 56’ | Marcatori | 36’ Ćetković |

| Duisburg 22 aprile 2007, ore 14:00 CEST 30ª giornata | Duisburg   | 0 – 0 referto | Eintracht Braunschweig | MSV-Arena (16 371 spett.)\| Arbitro: \| Grudzinski \| |
| Arbitro:                                             | Grudzinski |               |                        |                                                       |

| Arbitro: | Lupp |

|                                 |           |             |
| Brinkmann 24’ Leozinho 65’, 73’ | Marcatori | 59’ Toleski |

| Arbitro: | Stark |

|             |           |               |
| Meißner 85’ | Marcatori | 62’ Rodrigues |

| Arbitro: | Welz |

|  |           |           |
|  | Marcatori | 84’ Costa |

| Arbitro: | Fleischer |

|              |           |          |
| Mokhtari 57’ | Marcatori | 82’ Atem |

### Coppa di Germania
| Arbitro: | Drees |

|                                             |           |                 |
| Cichon 54’ (rig.) Aziz 64’ (rig.) Menga 70’ | Marcatori | 85’ (rig.) Kuru |

## Statistiche

### Statistiche di squadra
| Competizione      | Punti | In casa | In casa | In casa | In casa | In casa | In casa | In trasferta | In trasferta | In trasferta | In trasferta | In trasferta | In trasferta | Totale | Totale | Totale | Totale | Totale | Totale | DR  |
| Competizione      | Punti | G       | V       | N       | P       | Gf      | Gs      | G            | V            | N            | P            | Gf           | Gs           | G      | V      | N      | P      | Gf     | Gs     | DR  |
| ----------------- | ----- | ------- | ------- | ------- | ------- | ------- | ------- | ------------ | ------------ | ------------ | ------------ | ------------ | ------------ | ------ | ------ | ------ | ------ | ------ | ------ | --- |
| 2. Bundesliga     | 23    | 17      | 4       | 4       | 9       | 14      | 20      | 17           | 0            | 7            | 10           | 6            | 28           | 34     | 4      | 11     | 19     | 20     | 48     | -28 |
| Coppa di Germania | -     | 0       | 0       | 0       | 0       | 0       | 0       | 1            | 0            | 0            | 1            | 1            | 3            | 1      | 0      | 0      | 1      | 1      | 3      | -2  |
| Totale            | 23    | 17      | 4       | 4       | 9       | 14      | 20      | 18           | 0            | 7            | 11           | 7            | 31           | 35     | 4      | 11     | 20     | 21     | 51     | -30 |

### Andamento in campionato
| Giornata  | 1  | 2  | 3  | 4  | 5  | 6  | 7  | 8  | 9  | 10 | 11 | 12 | 13 | 14 | 15 | 16 | 17 | 18 | 19 | 20 | 21 | 22 | 23 | 24 | 25 | 26 | 27 | 28 | 29 | 30 | 31 | 32 | 33 | 34 |
| --------- | -- | -- | -- | -- | -- | -- | -- | -- | -- | -- | -- | -- | -- | -- | -- | -- | -- | -- | -- | -- | -- | -- | -- | -- | -- | -- | -- | -- | -- | -- | -- | -- | -- | -- |
| Luogo     | C  | T  | C  | T  | C  | T  | C  | T  | C  | T  | C  | T  | C  | T  | C  | T  | C  | T  | C  | T  | C  | T  | C  | T  | C  | T  | C  | T  | C  | T  | C  | T  | C  | T  |
| Risultato | N  | N  | P  | P  | N  | P  | V  | P  | P  | P  | P  | P  | N  | N  | P  | N  | P  | N  | V  | P  | P  | P  | P  | P  | V  | P  | P  | P  | N  | N  | V  | N  | P  | N  |
| Posizione | 10 | 12 | 13 | 16 | 16 | 18 | 16 | 17 | 17 | 18 | 18 | 18 | 18 | 18 | 18 | 18 | 18 | 18 | 18 | 18 | 18 | 18 | 18 | 18 | 18 | 18 | 18 | 18 | 18 | 18 | 18 | 18 | 18 | 18 |

Legenda:

Luogo: C = Casa; T = Trasferta. Risultato: V = Vittoria; N = Pareggio; P = Sconfitta.

### Statistiche dei giocatori
!! colspan="4" | Totale

| Giocatore         | 2. Bundesliga | 2. Bundesliga | 2. Bundesliga | 2. Bundesliga | Coppa di Germania V. Atem | Coppa di Germania V. Atem | Coppa di Germania V. Atem | Coppa di Germania V. Atem | 13       | 3    | 1           | 0          | 0 | 0 | 0 | 0 | 13 | 3 | 1 | 0 |
| Giocatore         | Presenze      | Reti          | Ammonizioni   | Espulsioni    | Presenze                  | Reti                      | Ammonizioni               | Espulsioni                | Presenze | Reti | Ammonizioni | Espulsioni |   |   |   |   |    |   |   |   |
| F. Banecki        | 9             | 0             | 0             | 1             | 1                         | 0                         | 0                         | 0                         | 10       | 0    | 0           | 1          |   |   |   |   |    |   |   |   |
| I. Barukčič       | 4             | 0             | 1             | 0             | 0                         | 0                         | 0                         | 0                         | 4        | 0    | 1           | 0          |   |   |   |   |    |   |   |   |
| M. Basar          | 0             | 0             | 0             | 0             | 0                         | 0                         | 0                         | 0                         | 0        | 0    | 0           | 0          |   |   |   |   |    |   |   |   |
| E. Bernhardt      | 0             | 0             | 0             | 0             | 0                         | 0                         | 0                         | 0                         | 0        | 0    | 0           | 0          |   |   |   |   |    |   |   |   |
| P. Bick           | 9             | 0             | 5             | 0             | 0                         | 0                         | 0                         | 0                         | 9        | 0    | 5           | 0          |   |   |   |   |    |   |   |   |
| D. Brinkmann      | 30            | 2             | 5             | 1             | 1                         | 0                         | 1                         | 0                         | 31       | 2    | 6           | 1          |   |   |   |   |    |   |   |   |
| D. Cimen          | 13            | 0             | 2             | 1             | 0                         | 0                         | 0                         | 0                         | 13       | 0    | 2           | 1          |   |   |   |   |    |   |   |   |
| L. Fuchs          | 17            | 1             | 4             | 0             | 0                         | 0                         | 0                         | 0                         | 17       | 1    | 4           | 0          |   |   |   |   |    |   |   |   |
| A. Golban         | 6             | 0             | 1             | 0             | 0                         | 0                         | 0                         | 0                         | 6        | 0    | 1           | 0          |   |   |   |   |    |   |   |   |
| D. Graf           | 4             | 0             | 0             | 0             | 1                         | 0                         | 0                         | 0                         | 5        | 0    | 0           | 0          |   |   |   |   |    |   |   |   |
| M. Grimm          | 17            | 0             | 4             | 0             | 1                         | 0                         | 0                         | 0                         | 18       | 0    | 4           | 0          |   |   |   |   |    |   |   |   |
| S. Hauk           | 0             | 0             | 0             | 0             | 0                         | 0                         | 0                         | 0                         | 0        | 0    | 0           | 0          |   |   |   |   |    |   |   |   |
| M. Hauswald       | 6             | 0             | 0             | 0             | 0                         | 0                         | 0                         | 0                         | 6        | 0    | 0           | 0          |   |   |   |   |    |   |   |   |
| F. Holsing        | 7             | 0             | 0             | 0             | 0                         | 0                         | 0                         | 0                         | 7        | 0    | 0           | 0          |   |   |   |   |    |   |   |   |
| M. Horáček        | 16            | 0             | 4             | 0             | 0                         | 0                         | 0                         | 0                         | 16       | 0    | 4           | 0          |   |   |   |   |    |   |   |   |
| A. Huber          | 17            | 0             | 0             | 0             | 0                         | 0                         | 0                         | 0                         | 17       | 0    | 0           | 0          |   |   |   |   |    |   |   |   |
| M. Husterer       | 27            | 0             | 11            | 0             | 1                         | 0                         | 1                         | 0                         | 28       | 0    | 12          | 0          |   |   |   |   |    |   |   |   |
| T. Jülich         | 19            | 0             | 2             | 0             | 0                         | 0                         | 0                         | 0                         | 19       | 0    | 2           | 0          |   |   |   |   |    |   |   |   |
| B. Kastrati       | 6             | 1             | 2             | 0             | 1                         | 0                         | 0                         | 0                         | 7        | 1    | 2           | 0          |   |   |   |   |    |   |   |   |
| S. Koejoe         | 7             | 0             | 1             | 0             | 1                         | 0                         | 0                         | 0                         | 8        | 0    | 1           | 0          |   |   |   |   |    |   |   |   |
| A. Kunze          | 0             | 0             | 0             | 0             | 0                         | 0                         | 0                         | 0                         | 0        | 0    | 0           | 0          |   |   |   |   |    |   |   |   |
| A. Kuru           | 15            | 0             | 0             | 0             | 1                         | 1                         | 0                         | 0                         | 16       | 1    | 0           | 0          |   |   |   |   |    |   |   |   |
| N. Lauenstein     | 0             | 0             | 0             | 0             | 0                         | 0                         | 0                         | 0                         | 0        | 0    | 0           | 0          |   |   |   |   |    |   |   |   |
| L. Leozinho       | 13            | 2             | 2             | 0             | 0                         | 0                         | 0                         | 0                         | 13       | 2    | 2           | 0          |   |   |   |   |    |   |   |   |
| T. Lieberknecht   | 20            | 1             | 4             | 0             | 1                         | 0                         | 0                         | 0                         | 21       | 1    | 4           | 0          |   |   |   |   |    |   |   |   |
| E. Nuredinovski   | 0             | 0             | 0             | 0             | 0                         | 0                         | 0                         | 0                         | 0        | 0    | 0           | 0          |   |   |   |   |    |   |   |   |
| O. Otacilio       | 16            | 1             | 2             | 0             | 0                         | 0                         | 0                         | 0                         | 16       | 1    | 2           | 0          |   |   |   |   |    |   |   |   |
| Z. Ratković       | 3             | 0             | 0             | 0             | 0                         | 0                         | 0                         | 0                         | 3        | 0    | 0           | 0          |   |   |   |   |    |   |   |   |
| J. Rische         | 25            | 3             | 3             | 0             | 1                         | 0                         | 0                         | 0                         | 26       | 3    | 3           | 0          |   |   |   |   |    |   |   |   |
| K. Rodrigues      | 28            | 1             | 2             | 0             | 1                         | 0                         | 0                         | 0                         | 29       | 1    | 2           | 0          |   |   |   |   |    |   |   |   |
| T. Schweinsteiger | 20            | 3             | 2             | 0             | 0                         | 0                         | 0                         | 0                         | 20       | 3    | 2           | 0          |   |   |   |   |    |   |   |   |
| B. Siegert        | 32            | 1             | 3             | 0             | 1                         | 0                         | 1                         | 0                         | 33       | 1    | 4           | 0          |   |   |   |   |    |   |   |   |
| L. Siegismund     | 0             | 0             | 0             | 0             | 0                         | 0                         | 0                         | 0                         | 0        | 0    | 0           | 0          |   |   |   |   |    |   |   |   |
| T. Stuckmann      | 34            | 0             | 1             | 0             | 1                         | 0                         | 1                         | 0                         | 35       | 0    | 2           | 0          |   |   |   |   |    |   |   |   |
| J. Tauer          | 18            | 0             | 2             | 0             | 0                         | 0                         | 0                         | 0                         | 18       | 0    | 2           | 0          |   |   |   |   |    |   |   |   |
| R. Wegner         | 1             | 0             | 0             | 0             | 0                         | 0                         | 0                         | 0                         | 1        | 0    | 0           | 0          |   |   |   |   |    |   |   |   |
| D. Weiland        | 10            | 0             | 1             | 0             | 1                         | 0                         | 0                         | 0                         | 11       | 0    | 1           | 0          |   |   |   |   |    |   |   |   |
| I. Žiković        | 6             | 0             | 2             | 0             | 0                         | 0                         | 0                         | 0                         | 6        | 0    | 2           | 0          |   |   |   |   |    |   |   |   |